# رابرت دیوید میدلبروک
رابرت دیوید میدِلبروک (به انگلیسی: Robert David Middlebrook) (زاده ۱۶ مه ۱۹۲۹ - درگذشته ۱۶ آوریل ۲۰۱۰) استاد مهندسی برق در موسسه فناوری کالیفرنیا (کالتِک) بود. او در زمینه الکترونیک قدرت و به عنوان طرفدار تحلیل مدارهای طراحی‌گرا شناخته شده است.

## زندگی‌نامه
او در سال ۱۹۲۹ در انگلستان به دنیا آمد. او در ۱۶ آوریل ۲۰۱۰ در کالیفرنیا درگذشت.

## الکترونیک قدرت
او را یکی از بنیانگذاران رشته الکترونیک قدرت می‌دانند. او روش تحلیل متوسط‌گیری فضای حالت و سایر ابزارهای حیاتی برای طراحی الکترونیک قدرت نوین را توسعه داد.
او هم به عنوان محقق و هم معلم، بسیار مورد توجه بود. او گروه الکترونیک قدرت را در کالتِک تأسیس کرد. بسیاری از شاگردان سابق او امروزه در زمینه الکترونیک قدرت پیشرو هستند، از جمله اسلوبودان چوک، واچه ورپریان، دراگان ماکسیموویچ، رابرت اریکسون، و وی رامانارایانان.
انجمن الکترونیک قدرت آی‌تیپل‌ئی جایزه آر دیوید میدلبروک را به دلیل «سهم برجسته در زمینه فنی الکترونیک قدرت» به افتخار او ایجاد کرده است. میدلبروک یکی از بنیانگذاران کنفرانس الکترونیک قدرت کاربردی آی‌تیپل‌ئی (APEC) بود.

## تحلیل طراحی‌گرا
میدلبروک یکی از حامیان برجسته تحلیل طراحی‌گرا (D-OA) مدارهای الکتریکی بود. او بسیاری از ابزارهای D-OA از جمله قضیه عنصر اضافی و قضیه بازخورد عمومی را توسعه داد. هدف او از D-OA تغییر اساسی روش تدریس مهندسی برق به منظور تمرکز بر طراحی عملی به جای تحلیل مدار بود. میدلبروک از ساده نگه‌داشتن تحلیل مدار و معادلات تا حد امکان حمایت می‌کرد و تنها زمانی که آزمایش‌ها ضروری بودن آن را نشان می‌داد، پیچیدگی بیشتری را اضافه می‌کرد. بسیاری از مهندسانی که D-OA را پس از آموزش سنتی مهندسی برق مطالعه کرده‌اند، پرسیده‌اند که چرا تحلیل مدار در مدرسه با استفاده از روش‌های میدلبروک آموزش داده نمی‌شود. عبارت مهمی که برای دانش‌آموزان کالتِک میدلبروک آشناست، ادعای جدی او دربارهٔ «نکات برجسته» در کاربرد روش D-OA در طول آموزش یا در خط قرمز در تکالیف یا تست‌های درجه‌بندی‌شده (تکالیف) است.
او چندین کتاب نوشت، از جمله مقدمه‌ای بر نظریه ترانزیستور پیوندی، که به مهندسان اولیه برق کمک کرد تا کاربردهای عملی برای ترانزیستور ابداع کنند.

## جوایز و تقدیر
میدلبروک عضو زندگی IEEE و عضو IEE (بریتانیا) بود. شناخت فنی او عبارتند از:
- ریچارد پی فاینمن جایزه برتر در تدریس، ۱۹۹۷; بالاترین جایزه آموزشی کالتِک.
- مدال ادوارد لانگسترث از مؤسسه فرانکلین «برای توسعه مبدل‌های قدرت سوئیچینگ». در ۱ می ۱۹۹۱ در مؤسسه فرانکلین در فیلادلفیا ارائه شد.
- جایزه مجله بین‌المللی تبدیل نیرو (PCIM) (به انگلیسی: Power Conversion International Magazine) برای رهبری در آموزش الکترونیک قدرت، که در کنفرانس تبدیل توان با فرکانس بالا در سانتا کلارا در می ۱۹۹۰ اعطا شد.
- مدال هزاره آی‌تریپل‌ئی، ۲۰۰۰، «در استقبال و قدردانی از خدمات ارزشمند و کمک‌های برجسته.»
- مدال صد ساله آی‌تریپل‌ئی، ۱۹۸۴، «برای دستاوردهای شگفت‌آور که شایسته تقدیر ویژه است.»
- جایزه ویلیام ئی. نیوول الکترونیک قدرت برای دستاورد برجسته در الکترونیک قدرت، که در ژوئن ۱۹۸۲ کنفرانس متخصصان الکترونیک قدرت آی‌تریپل‌ئی در بوستون ارائه شد.
- جایزه برتر در تدریس، توسط هیئت مدیره دانشجویان وابسته مؤسسه فناوری کالیفرنیا (کالتِک) در ژوئن ۱۹۸۲ ارائه شد.
- جایزه آر&دی ۱۰۰ از مجله تحقیقات صنعتی «برای یکی از ۱۰۰ محصول مهم فنی جدید سال» در سال ۱۹۸۰.